# 卢瓦尔河畔拉武特
卢瓦尔河畔拉武特（法語：Lavoûte-sur-Loire，法語發音：[lavut syʁ lwaʁ]）是法国上卢瓦尔省的一个市镇，位于该省中部，属于勒皮区。

## 地理
卢瓦尔河畔拉武特（45°7'6"N, 3°54'21"E）面积10.16 平方千米，位于法国奥弗涅-罗讷-阿尔卑斯大区上盧瓦爾省，该省份为法国中南部省份，北起多姆山省和卢瓦尔省，西接康塔爾省，南至洛泽尔省，东临阿尔代什省。
与卢瓦尔河畔拉武特接壤的市镇（或旧市镇、城区）包括：博略、布朗扎克、沙斯皮尼亚克、马尔勒韦尔、波利尼亚克、圣波利安、圣樊尚。

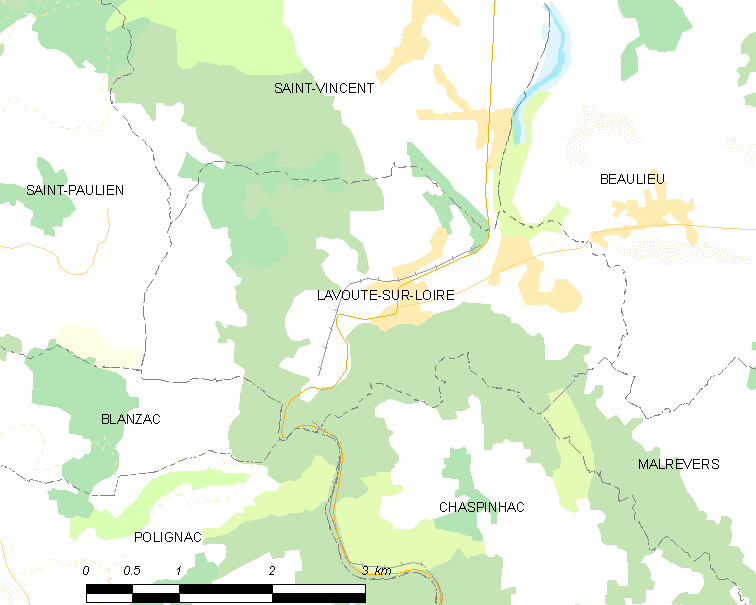
卢瓦尔河畔拉武特的OSM定位图

卢瓦尔河畔拉武特的时区为UTC+01:00、UTC+02:00（夏令时）。

## 行政
卢瓦尔河畔拉武特的邮政编码为43800，INSEE市镇编码为43119。

## 政治
卢瓦尔河畔拉武特所属的省级选区为昂布拉韦-梅加勒县。

## 人口

1962-2008年间卢瓦尔河畔拉武特人口变化图示

卢瓦尔河畔拉武特于2022年1月1日时的人口数量为813人。